# Lijst van munteenheden van niet-erkende staten
Dit is een lijst van valuta's van ‘’de facto’’ staten met beperkte erkenning in de internationale gemeenschap. Dit kunnen staten zijn die controle hebben over hun territorium of bezet zijn door een andere mogendheid. Staten die lid zijn van de Verenigde Naties zijn niet opgenomen in de lijst. In niet alle gevallen zijn de valuta een betaalmiddel, maar worden uitgegeven voor herinneringsmunten.
| Munteenheid            | ISO 4217 code | Gebied                 | Moederland   | Voorgaande munt     | Jaar |
| ---------------------- | ------------- | ---------------------- | ------------ | ------------------- | ---- |
| Abchazische apsar      | Geen          | Abchazië               | Georgië      | Georgische lari     | 2008 |
| Artsachse dram         | Geen          | Nagorno-Karabach       | Azerbeidzjan | Armeense dram       | 2003 |
| Saharaanse peseta      | EHP           | Westelijke Sahara/SADR | Marokko      | Marokkaanse dirham  | 1997 |
| Somalilandse shilling  | SLS           | Somaliland             | Somalië      | Somalische shilling | 1994 |
| Taiwanese dollar       | TWD           | Taiwan                 | China        | Taiwanese yen       | 1946 |
| Transnistrische roebel | PRB           | Transnistrië           | Moldavië     | Moldavische leu     | 1994 |
| Zuid-Ossetische zarin  | Geen          | Zuid-Ossetië           | Georgië      |                     | 2013 |